# San Francisco Chronicle
«Сан-Франци́ско кро́никл» (англ. San Francisco Chronicle) — американская ежедневная газета с самым большим тиражом в Сан-Франциско и Северной Калифорнии (более 220 тысяч), которая читается главным образом в области залива Сан-Франциско. «Сан-Франциско кроникл» была основана в 1865 году братьями Чарльзом и Майклом де Янгами. В 1880 году газета стала самым крупным изданием США на западном побережье.
Газета многократно награждалась Пулицеровской премией.

## История

### Продажа Hearst
Семья Де Янг контролировала издание через Chronicle Publishing Company вплоть до 27 июля 2000 года, когда газета была продана Hearst Communications, Inc.. После сделки Hearst Corporation передала имеевшееся издание San-Francisco Examiner семье Фанг, издавашей San Francisco Independent и AsianWeek вместе с субсидией в 66 млн долл.. При новых владельцах Examiner стал бесплатным таблоидом, тем самым Chronicle стала единственной городской широкоформатной газетой.
В 1949 году семья Де Янг основала телестанцию KRON-TV (4-й канал), до середины 1960-х годов наряду с радиостанцией KRON-FM она работала из подвала здания Chronicle на а Мишн-стрит. Позже KRON переехала на студию по адресу: 1001 Ван Несс авеню (на месте бывшего собора Святой Марии, сгоревшего в 1962 году). В 2000 году KRON была продана Young Broadcasting, и с 1 января 2002 года стала независимой станцией после многолетне работы в качестве филиала NBC

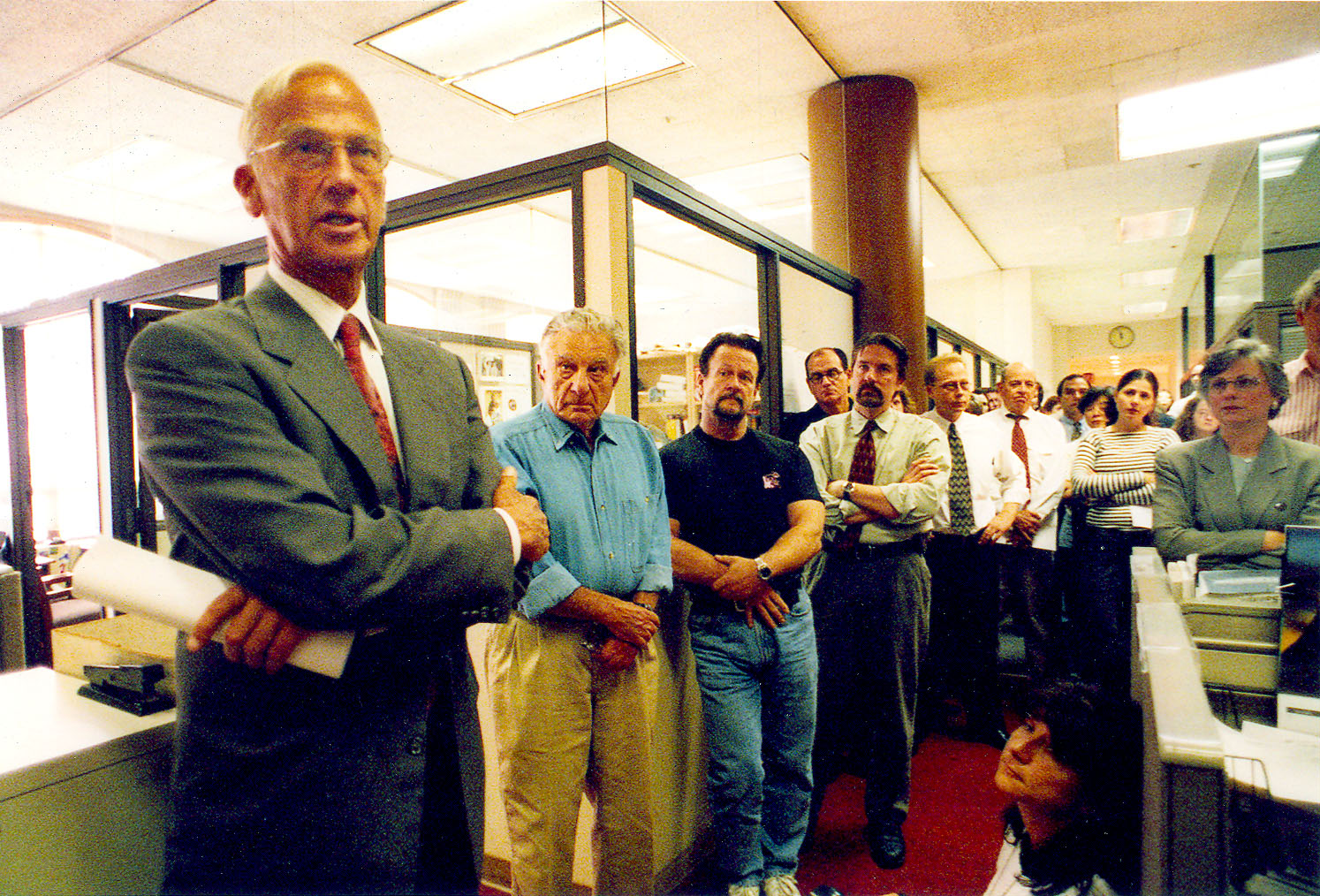
CEO Chronicle Джон Сиас объявляет о продаже газеты Hearst Corporation, 6 августа 1999 года.

С тех пор как корпорация Hearst стала владельцем в 2000 году, «Chronicle» периодически вносила изменения в свою организацию и дизайн, но 1 февраля 2009 года, когда газета начала свой 145-й год издания, воскресное издание представило переработанную бумагу с изменённым логотипом, новым разделом и организацией страниц, новыми функциями, более смелыми, цветными баннерами на передней панели и новой типографией заголовков и текста. Частые жирные заголовки с заглавными буквами, типичные для первой полосы газеты, были удалены. В заметке редактора Уорда Буши этот выпуск был объявлен началом «новой эры» для «Chronicle».
6 июля 2009 года газета представила некоторые изменения в новом дизайне, которые включали ещё более новые фасады разделов и более широкое использование цветных фотографий и графики. В специальном издателе раздела Фрэнк Дж. Вега описал новые, современные печатные операции, позволяющие выпускать то, что он назвал «Более смелой и яркой Chronicle». Более новый внешний вид сопровождался уменьшением размера листовки. Такие шаги аналогичны тем, которые были предприняты другими известными американскими газетами, такими как Chicago Tribune и Orlando Sentinel, которые в 2008 году представили радикально новые проекты, несмотря на то, что изменение демографической ситуации читателей и общих экономических условий потребовало физического сокращения газет.
9 ноября 2009 года «Хроника» стала первой газетой в стране, напечатанной на высококачественной глянцевой бумаге, которая используется для обложек некоторых разделов и внутренних страниц